# Arduino Angelucci
Arduino Angelucci (Rieti, 21 luglio 1901 – Rieti, 23 ottobre 1981) è stato un artista italiano.

## Biografia

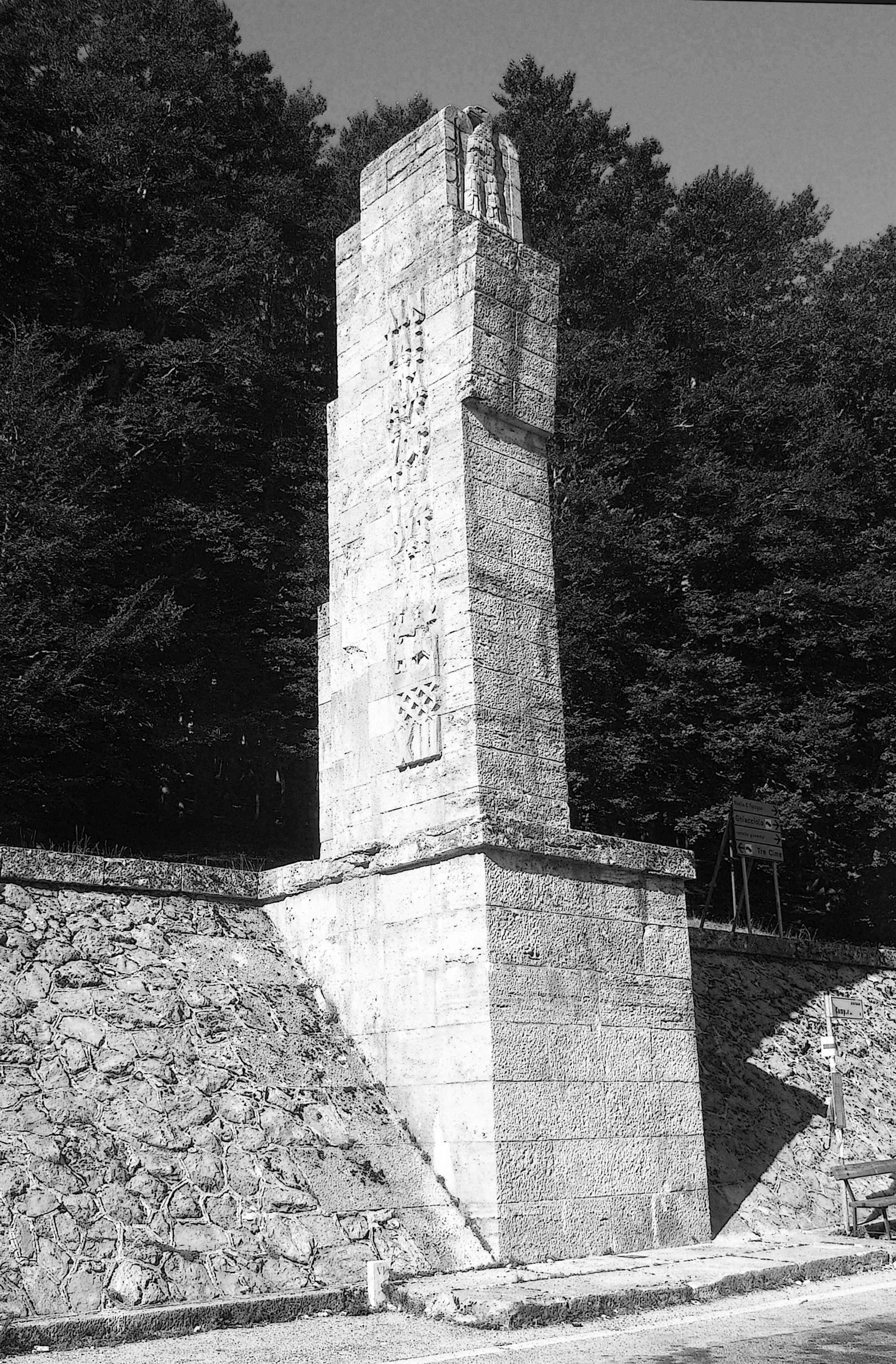
Erma ai "martiri della rivoluzione fascista" sul monte Terminillo (1935)

Nasce a Rieti nel 1901 da Luigi e Zefferina Paolucci. Riceve la sua prima formazione artistica dal pittore Antonino Calcagnadoro. Si diploma al Regio istituto superiore di Belle Arti di Roma. Frequenta i corsi di pittura all'Accademia di belle arti, di nudo dell'Accademia inglese e di decorazione al Museo artistico a Capo Le Case. Inizia a frequentare il vivace Circolo artistico di via Margutta. Tra il 1925 e il 1930 collabora con Pietro D'Achiardi, pittore, critico d'arte, e insegnante presso l'Accademia di Roma, alla composizione dei cartoni per la decorazione della cupola della Basilica del Getsemani di Gerusalemme, e, a Roma, per il pavimento della Sala del mappamondo di Palazzo Venezia, per le decorazioni della Chiesa argentina e di villa Berlingieri. Sperimenta diverse tecniche, tra cui la pittura su tavola, l'olio su tela, l'affresco, la pittura a tempera, il mosaico, la scultura e progetta anche edifici pubblici, privati e di culto. Molteplici le tematiche da lui affrontate, da quelle encomiastiche e celebrative, a quelle mitologiche e religiose.
Dal 1935 al 1938 si occupa della decorazione ad affresco della volta dell'Aula magna dell'Università di Palermo. Nel 1939 decora il Salone d'onore del Palazzo del governo di Terni, distrutto dai bombardamenti del 1944 e la villa del barone Acerbo a Caprara (Pescara). In quello stesso anno è tra i primi quattro premiati, insieme agli artisti Cascella e Barbieri, nel concorso per l'affresco dello Scalone d'onore del Palazzo littorio di Bergamo, poi non realizzato a causa della guerra che distrusse l'edificio. Tra il 1940 e il 1942 decora villa Alfano sull'Appia antica a Roma e villa De Luca a Santa Rufina di Cittaducale, in provincia di Rieti. Dal 1941 al 1943 insegna al liceo artistico di Napoli ma, a causa degli eventi bellici, torna a Rieti e sospende momentaneamente l'attività decorativa. Dopo la guerra si confronta con composizioni di grande respiro; nel 1955 elabora le figurazioni pittoriche della Sala delle riunioni del Palazzo delle foreste a Roma e tra il 1957 e il 1958 decora il salone di villa Cecilia Pia sull'Appia. Tra gli anni Sessanta e Settanta si collocano gli interventi di Angelucci sul patrimonio artistico reatino come la sistemazione architettonica e l'arredo del presbiterio della chiesa di S. Agostino e la sistemazione dell'interno della chiesa Regina pacis, per la quale realizza anche il crocifisso, il trittico e i cartoni per i mosaici. Dal 1966 al 1967 dirige la Scuola d'arte di Rieti e nello stesso periodo lavora, sempre a Rieti, al Palazzo della Cassa di risparmio e nel 1968, alla Sala del consiglio provinciale. Tra il 1973 e il 1974 realizza, invece, i mosaici per il monumento ai caduti di Cittaducale e per il Palazzo della Provincia di Rieti.

## Arduino Angelucci nei musei
- MAGI '900 di Pieve di Cento (BO)